# Golf-kartellet
Golf-kartellet (Cártel del Golfo) er en mexikansk kriminel organisation som driver narkotikahandel. Kartellet har sin base i Matamoros i delstaten Tamaulipas i det nordøstlige Mexico. De opererer også i byerne Reynosa og Nuevo Laredo. Golf-kartellets rivaler er blandt andet Sinaloa-kartellet når det gælder organiseret narkotikakriminalitet i de nordlige dele af Mexico.